# Hannes Reichelt
Hannes Reichelt, född 5 juli 1980 i Altenmarkt im Pongau är en österrikisk före detta alpin skidåkare.
Reichelt debuterade i världscupen 2001 och tävlade i störtlopp, super-G, storslalom och kombination. Han vann sin första världscupseger i Beaver Creek, USA 2005.
Reichelt kom på tionde plats i super-G i OS 2006 men deltog inte i nästkommande OS i Vancouver 2010. Han vann ett VM-silver i super-G i VM 2011 och ett VM-guld i samma disciplin i VM 2015  .
Under karriären tog Reichelt nio världscupsegrar och 31 pallplatser. 

## Världscupsegrar (9)
| Datum            | Plats                      | Gren       |
| ---------------- | -------------------------- | ---------- |
| 1 december 2005  | Beaver Creek               | Super-G    |
| 3 december 2007  | Beaver Creek               | Super-G    |
| 23 februari 2008 | Whistler, British Columbia | Storslalom |
| 13 mars 2008     | Bormio                     | Super-G    |
| 5 februari 2011  | Hinterstoder               | Super-G    |
| 29 december 2012 | Bormio                     | Störtlopp  |
| 25 januari 2014  | Kitzbühel                  | Störtlopp  |
| 6 december 2014  | Beaver Creek               | Super-G    |
| 18 januari 2015  | Wengen                     | Störtlopp  |